# رينالدو كونراد
رينالدو كونراد (بالبرتغالية: Reinaldo Conrad) هو متسابق يخت برازيلي، ولد في 31 مايو 1942 في ساو باولو في البرازيل.

## وصلات خارجية
- رينالدو كونراد على موقع الاتحاد الدولي للملاحة الشراعية (موقع جديد) (الإنجليزية)
- رينالدو كونراد على موقع اللجنة الأولمبية الدولية (الإنجليزية)
- رينالدو كونراد على موقع أوليمبيديا (الإنجليزية)
- رينالدو كونراد على موقع اللجنة الأولمبية البرازيلية (البرتغالية)